# 黑德港 (紐約州)
黑德港（英語：Head of the Harbor）是位於美國紐約州薩福克縣的村。

## 人口
根據2020年美國人口普查的數據，黑德港的面積為7.86平方千米，當中陸地面積為7.27平方千米，而水域面積為0.59平方千米。當地共有人口1520人，而人口密度為每平方千米193人。